# Томодзуру
Томодзуру (Tomozuru, яп. 友鶴) — міноносець Імперського флоту Японії типу «Тідорі», який брав участь у Другій світовій війні.

## Історія створення
Корабель, який став третім серед міноносців типу «Тідорі», спорудили у 1934 році на верфі ВМФ у Майдзуру.
12 березня 1934-го під час нічних торпедних вправ «Томодзуру» перевернувся, загинуло 100 членів екіпажу. Втім, корабель залишився на плаву й легкий крейсер «Тацута» 13 березня привів його на буксирі до Сасебо. Причиною катастрофи була проблема з остійністю, зокрема, через встановлення озброєння, що не відповідало доволі незначній водотоннажності — міноносці отримали 127-мм артилерію головного калібру в баштах (з двома гарматами на носу та з 1 на кормі) та два двотрубні торпедні апарати. В 1935 році під час відновлення «Томодзуру» пройшов серйозну перебудову (так само, як і решта кораблів типу). Тепер він отримав 120-мм гармати у щитових установках, причому тепер на кормі були 2 з 3 гармат головного калібру, оскільки одна установка зайняла місце демонтованого кормового торпедного апарата. Максимальна швидкість корабля при цьому знизилась з 30 до 28 вузлів. Також можливо відзначити, що катастрофа з «Томодзуру» призвела до масштабної експертизи інших проєктів кораблів Імперського флоту з метою виявити та усунути загрозу повторення інциденту.

## Історія служби
На момент вступу Японії до Другої світової війни «Томодзуру» належав до 21-го дивізіону міноносців у структурі Третього флоту, спеціалізацією якого були конвойно-десантні операції. 23—29 листопада корабель пройшов з Японії до Такао (наразі Гаосюн на Тайвані), звідки вийшов 6 грудня для безпосереднього супроводу загону, який мав здійснити висадку на островах Батанес у Лусонській протоці (японське командування запланувало кілька допоміжних десантів на Філіппіни, що мали передувати доставці основних сил до затоки Лінгайєн). Уже в перший день бойових дій 8 грудня (події на Філіппінах відбувались по іншу сторону лінії зміни дат від Перл-Гарбору) японці успішно висадились на зазначених островах (можливо відзначити, що у цій операції «Томодзуру» діяв разом зі ще 3 міноносцями та есмінцем «Ямагумо», не рахуючи менших кораблів).
17 грудня 1941-го «Томодзуру», 3 інші міноносці та «Ямагумо» вийшли з Кіруну (наразі Цзілун на Тайвані) для прикриття 3-го транспортного загону, що включав 21 транспорт та брав участь у транспортуванні сил вторгнення до затоки Лінгайєн. Висадка десанту тут відбулася в ніч проти 22 грудня, після чого «Томодзуру» прибув до Такао.
29 грудня 1941 — 2 січня 1942 «Томодзуру» ескортував конвой з Такао до острова Камігуін у Лусонській протоці, а 4—8 січня провів конвой з Камігуїну до Давао на південному узбережжі філіппінського острова Мінданао (японці висадились на Камігуїні в перші дні війни, а тепер готувались до наступу з Мінданао на схід Нідерландської Ост-Індії).
9 січня 1942-го «Томодзуру» разом з 3 іншими міноносцями вийшов з Давао для участі в десанті на острів Таракан (центр нафтовидобувної промисловості біля північно-східного узбережжя острова Борнео), де в ніч проти 11 січня відбулась успішна висадка. 12—17 січня «Томодзуру» здійснив рейс до Давао та назад на Таракан, після чого узявся за патрульно-ескортну службу в цьому районі.
24 лютого 1942-го «Томодзуру» вийшов з Макасару (порт на південно-східному півострові острова Целебес, захоплений японським десантом ще 8 лютого) для супроводу транспорту «Сасако-Мару». 25 лютого вони прибули до Банджермасіна (південно-східне завершення Борнео), де «Сасако-Мару» прийняв на борт раніше висаджені тут війська. 26 лютого «Томодзуру» і транспорт приєднались до конвою з кількох десятків суден, який перевозив сили вторгнення на схід острова Ява. Висадка на останньому відбулася в ніч проти 1 березня (після того як загін прикриття виграв битву в Яванському морі).
10 березня 1942-го 21-й дивізіон міноносців розформували, після чого «Томодзуру» передали до 24-ї особливої військово-морської бази (24th Special Base Force), яка належала до Другого Південного експедиційного флоту, відповідального за контроль над Нідерландською Ост-Індією.
20—24 березня 1942-го «Томодзуру» супроводив флотський танкер «Хаятомо» з Давао на острів Амбон, де збирались сили для окупації західної частини Нової Гвінеї (можливо відзначити, що у цій операції «Томодзуру» діяв разом зі ще 1 міноносцем, легким крейсером та 2 есмінцями, не рахуючи менших кораблів). Наприкінці березня експедиційні сили рушили на схід та протягом кількох наступних тижнів зайняли численні пункти на узбережжі Нової Гвінеї, зокрема Соронг, Манокварі (на північно-західному та північно-східному завершеннях півострова Чендравасіх відповідно) та Порт-Холландія (наразі Джаяпура). Після цього «Томодзуру» залишився в регіоні для виконання патрульно-ескортних функцій.
На початку липня 1942-го «Томодзуру» опинився в Давао та 2 липня вийшов з цього порту з конвоєм до Палау (важливий транспортний хаб на заході Каролінських островів). Наприкінці того ж місяця його залучили до операції зі взяття під контроль островів Танімбар (шість сотень кілометрів на південний схід від Амбону, на межі морів Банда та Арафурського). 29 липня «Томодзуру» полишив Амбон разом з легким крейсером «Ісудзу» та невдовзі прикривав успішний десант на острів Кай, перша спроба висадки на який 28 липня була відбита невеликим нідерландським гарнізоном.
5 серпня 1942-го «Томодзуру» вирушив з Амбону до Сурабаї (схід Яви) та Сінгапуру, де пройшов два етапи ремонту, а 15 вересня повернувся на Амбон та відновив свою службу на новогвінейському напрямку. 15 грудня «Томодзуру» та інший міноносець «Хацукарі» висадили, не зустрівши спротиву, кілька сотень японських бійців у Міміці на південно-західному узбережжі Нової Гвінеї.
6 січня 1943-го «Томодзуру» під час перебування біля острова Кай атакувала ворожа авіація. Корабель зазнав істотних пошкоджень та втратив хід, а легкий крейсер «Наторі», який 8 січня спрямували для допомоги «Томодзуру», сам був торпедований субмариною та перервав операцію. Втім, у підсумку 12 січня «Томодзуру» привели на буксирі на Амбон «Хацукарі» та переобладнаний канонерський човен «Маньо-Мару». Після аварійного ремонту «Томодзуру» 29 січня — 6 лютого відбуксирували з Амбону до Сурабаї, де поставили на доковий ремонт. Наприкінці весни корабель повернувся до активної діяльності та 20—27 травня супроводив конвой з Сурабаї на Амбон.
З 1 червня 1943-го корабель перевели до Другого Китайського експедиційного флоту, після чого 11—19 червня він пройшов з Амбону до Гонконгу, а з липня по вересень ніс конвойну службу між Формозою та Амоєм (порт на західному узбережжі Тайванської протоки).
З 1 жовтня 1943-го «Томодзуру» передали 1-му ескортному дивізіону, що належав до Флоту південно-західної зони (формування, яке японці створили для контролю окупованих територій Південно-Східній Азії), після чого корабель певний час забезпечував проведення конвоїв між Формозою та Манілою.
10 квітня 1944-го «Томодзуру» став частиною 4-го ескортного дивізіону, який належав до військово-морського округу Сасебо (обернене до Східнокитайського моря узбережжя Кюсю). Тут він ніс патрульно-ескортну службу в районі Сасебо, а також водив конвої з Сасебо до Шанхаю, Формози та Окінави.
1 березня 1945-го «Томодзуру» зазнав незначних пошкоджень під час повітряної атаки біля острова Амаміосіма (центральна частина архіпелагу Рюкю), а 24 березня у Східнокитайському морі за чотири сотні кілометрів на південний схід від Шанхаю був атакований та потоплений літаками американського авіаносного з'єднання.